# Ole Didrik Blomberg
Ole Didrik Blomberg, né le 12 juin 2000 à Bergen en Norvège, est un footballeur norvégien qui évolue au poste d'arrière droit au FK Bodø/Glimt.

## Biographie

### Débuts professionnels
Né à Bergen en Norvège, Ole Didrik Blomberg commence le football à l'IL Gneist (en) avant de rejoindre l'Åsane Fotball. Il commence sa carrière avec ce club en troisième division norvégienne, jouant son premier match le 14 avril 2019, lors de la première journée de la saison 2019 face au FK Senja (en). Il est titularisé et son équipe s'impose par six buts à zéro.
L'Åsane Fotball étant promu à l'issue de la saison 2019, Blomberg découvre alors la deuxième division norvégienne. Il joue son premier match dans cette compétition le 3 juillet 2020, lors de la première journée de la saison 2020, contre le Sogndal Fotball. Titulaire, il ne peut empêcher la défaite de son équipe (1-4 score final).

### SK Brann
Le 16 septembre 2020, Ole Didrik Blomberg quitte l'Åsane Fotball pour s'engager en faveur du SK Brann. Il signe un contrat courant jusqu'en décembre 2023,.
Blomberg joue son premier match pour le SK Brann le 4 octobre 2020 face au Molde FK, faisant par la même occasion sa première apparition dans l'Eliteserien, l'élite du football norvégien. Il entre en jeu à la place de Jon-Helge Tveita (en) et son équipe s'incline par deux buts à un.
Il remporte son premier trophée avec la coupe de Norvège le 20 mai 2023, face au Lillestrøm SK. Titulaire, il participe à la victoire de son équipe en ouvrant le score (2-0 score final),.
Le 29 mai 2023, Blomberg inscrit son premier but en première division, contre le Rosenborg BK. Il est titularisé et participe à la victoire de son équipe (3-1 score final).
Le 1er juin 2024, Blomberg marque le but vainqueur de son équipe face au Hamarkameratene, en championnat. Il est titularisé et son équipe l'emporte par deux buts à un,.

### FK Bodø/Glimt
Le 13 janvier 2025, Ole Didrik Blomberg rejoint le FK Bodø/Glimt pour un contrat courant jusqu'en décembre 2028.

## Palmarès
SK Brann
- Coupe de Norvège (1) :
  - Vainqueur : 2023.